# Karel Van Damme
Karel Jozef Van Damme (Gent, 9 september 1887 - Brussel, 12 juli 1951) was een Belgisch politicus voor de BWP / BSP.

## Levensloop
Beroepshalve rekenplichtige, was Van Damme politiek actief binnen de socialistische partij.
Van 1921 tot 1946 was hij provincieraadslid voor de provincie Antwerpen. Hij was ook vanaf 1921 en tot aan zijn dood gemeenteraadslid van Merksem. Hij zetelde ook in de Commissie voor Openbare Onderstand van de gemeente en was voorzitter van de partijafdeling van Merksem.
In 1945 werd hij senator voor het arrondissement Antwerpen en vervulde dit mandaat tot in 1946. 